# Telégrafo hidráulico

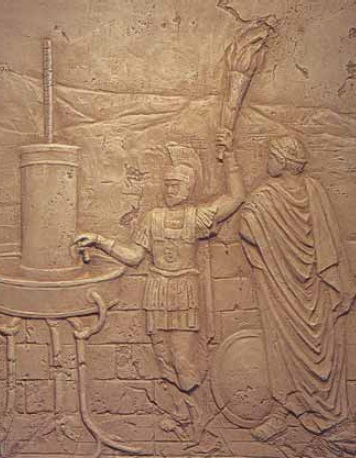
El telégrafo hidráulico fue utilizado por Eneas el Táctico.

El telégrafo hidráulico fue un sistema de telegrafía óptica inventado por Eneas el Táctico posiblemente en 350 A.C., para solventar las limitaciones de comunicación que ofrecía el sistema de transmisión mediante el empleo de hogueras en lo alto de torres almenaras (solo podía indicarse una señal de que "algo estaba pasando" pero no el qué, por ejemplo). Según el historiador romano Polibio, el telégrafo hidráulico fue utilizado durante la primera guerra púnica (264-241 a. C.) para enviar mensajes entre Sicilia y Cartago.

## Funcionamiento
El sistema estaba compuesto por contenedores idénticos emplazados en colinas distantes. Cada recipiente era llenado con agua y una varilla vertical flotaba en su interior. Estas varillas tenían grabados una serie de códigos predeterminados.
Para enviar un mensaje, el operador de la estación emisora debía utilizar una antorcha para indicar al receptor que se disponía a transmitir. Una vez que éste confirmaba que estaba "a la escucha", ambos abrían simultáneamente las válvulas situadas en el fondo de los contenedores. Conforme el nivel de agua bajaba, bajaba también la varilla con los mensajes prefijados. Cuando el mensaje deseado alcanzaba el borde del recipiente el que el emisor ocultaba su antorcha para indicar el fin de la transmisión y ambas estaciones cerrarían las válvulas de vaciado de forma simultánea. En ese momento el receptor podría leer el mensaje recibido.